# Cyanoneuron
Cyanoneuron là một chi thực vật có hoa trong họ Thiến thảo (Rubiaceae).

## Loài
Chi Cyanoneuron gồm các loài: